# Samuił Liwent-Lewit
Samuił Wolfowicz Liwent-Lewit (ros. Самуил Вольфович Ливент-Левит, ur. 1898 w Kiszyniowie, zm. 28 sierpnia 1938 w Butowie) – funkcjonariusz radzieckich służb specjalnych.

## Życiorys
W 1905 wraz z ojcem wyemigrował z Odessy do Niemiec, 1918 ukończył gimnazjum, należał do Związku Spartakusa, później KPD. 1918–1919 studiował na Wydziale Ekonomii i Agronomii Uniwersytetu Berlińskiego, sekretarz komitetu KPD Wilmersdorf i komitetu KPD Południowa Bawaria. Od kwietnia 1921 pracował w Moskwie w przedstawicielstwie KPD przy Komitecie Wykonawczym Kominternu, 1921-1925 pracownik przedstawicielstwa handlowego RFSRR/ZSRR w Berlinie, od 1923 członek Demokratycznej Partii Austrii, pracował w nielegalnym aparacie partyjnym w Wiedniu pod pseudonimem Kurt Adler. Od czerwca 1925 pracownik Wydziału Zagranicznego (INO) OGPU ZSRR, 1925-1926 wykonywał zadania wywiadu ZSRR na Bałkanach, 1926-1929 był pomocnikiem rezydenta radzieckiego wywiadu w Stambule, od 1929 członek WKP(b), 1929-1931 pracował we Wszechzwiązkowym Towarzystwie Kontaktów Kulturalnych z Zagranicą (WOKS) i przewodniczący "Union Foro". Od lutego 1931 pomocnik szefa oddziału INO OGPU ZSRR, 1931-1935 pracował w Chinach, później w INO NKWD ZSRR. Był wielokrotnie chwalony przez szefa INO Abrama Słuckiego jako wzorowy wywiadowca.
26 grudnia 1937 aresztowany, 28 sierpnia 1938 skazany na śmierć przez Wojskowe Kolegium Sądu Najwyższego ZSRR pod zarzutem szpiegostwa i rozstrzelany. 22 maja 1958 pośmiertnie zrehabilitowany.